# Ивановка (Городищенский район)
Ивановка — село в Городищенском районе Пензенской области. Входит в состав Юловского сельсовета.

## География
Село расположено в восточной части области на расстоянии примерно в 15 километрах по прямой к северу от районного центра Городище.
Часовой пояс
Село Ивановка как и вся Пензенская область, находится в часовой зоне МСК (московское время). Смещение применяемого времени относительно UTC составляет +3:00.

## Население
| 1926 | 1930 | 1939 | 1959 | 1979 | 1989 | 1996 |
| ---- | ---- | ---- | ---- | ---- | ---- | ---- |
| 718  | ↗807 | ↘725 | ↘415 | ↘167 | ↘76  | ↘55  |
| 2002 | 2010 |      |      |      |      |      |
| ↘41  | ↘19  |      |      |      |      |      |

Национальный состав
Согласно результатам переписи 2002 года, в национальной структуре населения русские составляли 100 % из 41 чел..